# 2-я понтонно-мостовая бригада
2-я понтонно-мостовая бригада — соединение инженерных войск Красной Армии во время Великой Отечественной войны. Одна из трёх бригад инженерных войск, награждённая четырьмя боевыми орденами. Номер полевой почты — 34517.

## История
Бригада сформирована 24 ноября 1942 года на Сталинградском фронте в составе: управление бригады, рота управления и четыре (44-й, 47-й, 105-й и 107-й) моторизированных понтонно-мостовых батальона. В 1944 году вместо выбывшего из состава дивизии 105-го моторизованного понтонно-мостового батальона в состав дивизии был включен 62-й механизированный понтонно-мостовой батальон.

### Боевой путь
Боевое крещение бригада получила в ходе Сталинградской битвы. После упразднения Сталинградского фронта бригада в составе Южного фронта участвовала в Ростовской, Донбасской и Мелитопольской наступательных операциях. В октябре 1943 года Южный фронт был переименован в 4-й Украинский фронт. В его составе бригада обеспечивала переправу войск через Днепр и Сиваш в ходе Никопольско-Криворожской и Крымской операций. В дальнейшем бригада воевала на 2-м, 3-м и снова на 2-м Украинских фронтах. В начале Одесской наступательной операции инженеры бригады обеспечивали высадку десанта под командованием старшего лейтенанта К. Ф. Ольшанского. В ходе Ясско-Кишинёвской наступательной операции бригада отличилась в боях по освобождению города Рымнику-Сэрат, за что ей 15 сентября 1944 года Приказом ВГК было присвоено наименование Рымникская. В дальнейшем бригада участвовала в Дебреценской, Будапештской, Венской, Братиславско-Брновской и Пражской наступательных операциях. 6 января 1945 года бригада награждена орденом Кутузова 2-й степени, 5 апреля 1945 года — орденом Красного Знамени, 17 мая 1945 года — орденом Богдана Хмельницкого 2-й степени, 28 мая 1945 года — орденом Суворова 2-й степени.
За годы войны 8746 воинов бригады были награждены орденами и медалями СССР. Семеро стали Героями Советского Союза:
- Вахарловский, Виктор Валерианович — командир отделения 107-го отдельного моторизированного понтонно-мостового батальона.[2]
- Карпов, Виктор Ефимович — командир отделения 62-го отдельного понтонно-мостового батальона.
- Корягин, Пётр Корнилович — старшина понтонной роты 44-го отдельного моторизированного понтонно-мостового батальона.[2]
- Селезнёв, Фёдор Васильевич — командир отделения 62-го отдельного понтонно-мостового батальона.
- Селифонов, Андрей Семёнович[2] — катерист 107-го отдельного моторизированного понтонно-мостового батальона.
- Шагвалеев, Галимзян Нургаязович — командир отделения 44-го отдельного моторизированного понтонно-мостового батальона.[2]
- Шустов, Михаил Павлович — катерист мостовой роты 44-го отдельного моторизированного понтонно-мостового батальона.[2]

А также в послевоенное время звания Героя Социалистического Труда был удостоен офицер Батухтин Михаил Владимирович(1921-1992),служивший в 44-м отдельном понтонно-мостовом батальоне

### Полное наименование
В конце войны полное наименование бригады звучало как: 2-я понтонно-мостовая Рымникская Краснознамённая орденов Суворова, Кутузова и Богдана Хмельницкого бригада. Входившие в состав бригады батальоны имели следующие полные наименования:
- 44-й моторизованный понтонно-мостовой Краснознамённый ордена Богдана Хмельницкого батальон;
- 47-й моторизованный понтонно-мостовой орденов Александра Невского и Красной Звезды батальон;
- 107-й моторизованный понтонно-мостовой Сегедский Краснознамённый батальон.[3]

## Командование
- майор Семёнов (ноябрь — декабрь 1942 года)
- майор Нагорный И. С. (декабрь 1942 года — январь 1943 года)
- полковник Берзин Я. А. (январь 1943 года — июнь 1944 года)
- генерал-майор инженерных войск Тюлев С. С. (с июня 1944 года до конца войны)

### После войны
В июле 1946 года 2-я понтонно-мостовая бригада была переформирована в 44-й понтонно-мостовой полк, в марте 1948 года — в 518-й понтонно-мостовой батальон, через год — в 62-й понтонно-мостовой полк. В октябре 1991 года полк был переформирован в 240-ю понтонно-мостовую бригаду, которая в декабре 1994 года — в 31-я инженерно-сапёрную бригаду. В мае 1998 года бригада была переформирована в 825-й базу хранения вооружения и техники инженерных войск и в ноябре 2001 года в 293-й инженерно-сапёрный полк, который существовал как минимум до октября 2009 года.

## Память
В 2005 году в Мурманске на территории инженерно-сапёрного полка — преемника 2-й понтонно-мостовой бригады, установлены бюсты семи однополчан Героев Советского Союза.